# Greg Pak
Greg Pak és un escriptor de còmics i director de cinema estatunidenc. Pak és conegut sobretot pel seu treball en llibres publicats per Marvel Comics, incloent X-Men (sobretot X-Treme X-Men), diversos títols amb Hulk (incloent Planet Hulk, que va ser una de les històries que finalment es va adaptar a la pel·lícula Thor: Ragnarok), i Hèrcules. El 2019, Pak va començar a escriure còmics Star Wars per a Marvel.

## Primers anys
Pak va néixer a Dallas, Texas, d'un pare coreano-americà i d'una mare caucàsica. Es va graduar a la Hillcrest High School. Va estudiar ciències polítiques a la Universitat Yale, on va escriure per a la revista d'humor del campus, The Yale Record, i era membre del grup d'improvisació Purple Crayon. El 1991, va anar a estudiar història a Oxford amb la borsa Rodes amb la intenció de convertir-se en polític. Després va entrar al programa de postgrau de cinema de la Universitat de Nova York.

## Carrera
La pel·lícula d'estudiant de la Universitat de Nova York (NYU) de Pak, Fighting Grandpa, centrada en els seus avis coreans, va guanyar la medalla d'or als 25è Premis Oscar Estudiantils. El seu curtmetratge "Asian Pride Porn", protagonitzat pel dramaturg David Henry Hwang i el director Michael Kang, va rebre la llicència d'Atom Films. Pak va escriure i dirigir el llargmetratge Robot Stories. Va recollir els seus guions al llibre Robot Stories & More Screenplays, el pròleg del qual va ser escrit per David Henry Hwang. Pak va treballar com a cinematògraf al curtmetratge documental de 1998 The Personals: Improvisations on Romance in the Golden Years, que va ser dirigit per la seva dona, Keiko Ibi. El març de 1999, la pel·lícula va rebre un Oscar al millor curtmetratge documental als Premis Oscar de 1998.
Pak va començar a escriure per a Marvel Comics el setembre de 2004, amb una sèrie de 4 números Warlock, i va signar un acord exclusiu amb ells el juliol de 2005. En una història d'Amazing Fantasy vol. 2 #15 del 2005 ell i l'artista Takeshi Miyazawa van crear Amadeus Cho.
Pak va dirigir l'arc de la història de Planet Hulk durant un any a les pàgines de The Incredible Hulk el 2006 i el 2007, començant amb el número 92 i concloent amb el número 105. Després de l'esdeveniment de World War Hulk el 2007, on va escriure la minisèrie principal així com els temes bàsics de Incredible Hulk (#106-111) va continuar amb la sèrie Hèrcules increïble, a la qual s'hi va unir el coguionista Fred Van Lente, que va continuar amb la desapareguda numeració de L'increïble Hulk, així com les sèries derivades World War Hulk Aftersmash - Warbound i Skaar: Son of Hulk, Les aventures de Hèrcules increïble (al costat d'Amadeus Cho) culminarien amb Guerra del Caos a finals de 2010/principis de 2011 després de la qual la sèrie va acabar. Pak va tornar per a un còmic d'Hèrcules en solitari uns mesos més tard, lligant-se inicialment a la sèrie Fear Itself centrada en Thor, que va acabar a principis de 2012.
Altres projectes de Marvel dels anys 2000 inclouen Phoenix: Endsong, Phoenix: Warsong, Iron Man, Magneto: Testament i War Machine.
Al mateix temps que la seva carrera Planet / World War Hulk, Pak també va escriure la sèrie inicial de Dynamite Entertainment basada en la sèrie de Sci-Fi Channel Battlestar Galactica.
Pak és un dels col·laboradors destacats de Secret Identities: The Asian American Superhero Anthology.
El juny de 2013, Pak va començar a escriure Batman/Superman per a DC Comics, que va escriure durant la major part de la seva tirada (26 de 32 números). Des de finals del 2013 fins al 2015, va escriure Action Comics.
Pak tornaria al món de l'Increïble Hulk el 2016, amb el guió de The Totally Awesome Hulk, en el qual Amadeus Cho estava ara imbuït dels poders d'Hulk. La sèrie va durar 23 números abans de ser reemplaçada per la sèrie original Incredible Hulk (reiniciant la seva numeració heretada al número 709), tot i que el seu renaixement (i el temps de Cho com a el "principal" Hulk) va ser breu ja que la sèrie va concloure amb el número 717. Pak va tornar al món de Planet Hulk una vegada més amb la minisèrie Planet Hulk Worldbreaker de 2022-2023.
Durant aquest temps, Pak també va ajudar a reviure breument Alpha Flight el 2011, va crear Weapon H (amb Mike Deodato Jr.) el 2017 i va escriure un Weapon H de 12 números. sèrie (a més d'una minisèrie vinculada a Hulkverines) el 2018. També va tornar a Dynamite el 2017 i va escriure una sèrie de còmics de 5 números John Wick.
El 2019, Pak ajudaria a portar els personatges Aero i Sword Master a l'Univers Marvel pròpiament dit, creat inicialment en còmics digitals xinesos l'any anterior. Va traduir els còmics originals i va escriure noves històries durant l'any Aero i Sword Master. Pak també va escriure una nova sèrie de còmics Agents of Atlas, que inclourien Aero i Sword-Master interactuant amb altres herois joves de Marvel, com Wave, White Fox i Amadeus Cho. L'equip va ser vist per última vegada enfrontant-se a Namor the Sub-Mariner a la minisèrie Atlantis Attacks de Greg Pak del 2020.

## Vida personal
Pak està casat amb el cineasta japonès Keiko Ibi.

## Filmografia
- Robot Stories (2003)
- Po Mo Knock Knock (1999)
- Mouse (Short) (11997)

### Marvel Comics
- Warlock vol. 5 #1-4 (amb Charlie Adlard, 2004)
- X-Men:
  - X-Men: Phoenix - Endsong #1-5 (amb Greg Land, 2005)
  - X-Men: Phoenix - Warsong #1-5 (amb Tyler Kirkham, 2006–2007)
  - Magneto: Testament #1-5 (amb Carmine Di Giandomenico, 2008–2009)
  - Astonishing X-Men #44-47, 60-61 (amb Mike McKone i diversos, 2012–2013)
  - X-Treme X-Men #1-13 (amb diversos, 2012–2013)
  - Storm #1-11 (amb diversos, 2014–2015)
  - Weapon X #1-27 (amb Greg Land, 2017–2019)
  - X-Men Prime #1 (amb diversos, 2017)
  - Weapons of Mutant Destruction: Alpha #1 (with Mahmud Asrar, 2017)
- Marvel Nemesis: The Imperfects #1-6 (amb Renato Arlem, 2005)[27]
- Iron Man: House of M #1-3 (amb Pat Lee, 2005)
- Marvel 1602: New World #1-5 (amb Greg Tocchini, 2005)
- What If: Submariner (amb David Lopez, 2006)
- Amazing Fantasy vol. 2 #15 (amb Patrick Scherberger, 2006)
- Hulk:
  - Incredible Hulk vol. 2 #92-111 (amb diversos, 2006–2007)
  - Incredible Hulk #601-611, 709-717 (amb diversos, 2009-2010, 2017-2018)
  - Incredible Hulks #612-635 (amb diversos, 2010-2011)
  - The Totally Awesome Hulk #1–23 (amb Frank Cho, December 2015 – 2017)
  - Giant Size Hulk #1 (amb diversos, 2006)
  - Planet Hulk Gladiator Guidebook (amb el coautor Anthony Flamini, 2006)
  - What If: Planet Hulk
  - World War Hulk #1-5 (amb John Romita, Jr., 2007–2008)
  - World War Hulk: After Smash (amb Rafa Sandoval, 2008)
  - World War Hulk: Warbound #1-5 (amb Leonard Kirk i Rafa Sandoval, 2008)
  - Skaar: Son of Hulk #1-12 (amb Ron Garney, 2008-2009)
  - Skaar: Son of Hulk Presents - Savage World of Sakaar (amb diversos, 2008)
  - Planet Skaar Prologue (amb Dan Panosian, 2009)
  - Dark Reign: The List - Hulk (amb Ben Oliver, 2009)
  - Generations: Banner Hulk & The Totally Awesome Hulk (amb Matteo Buffagni, 2017)
  - Weapon H #1–12 (amb diversos, 2018-2019)
  - Hulkverines #1-3 (amb Ario Anindito, 2019)
- Hercules:
  - Incredible Hercules #112-141 (amb el coautor Fred Van Lente i diversos, 2008–2010)
  - Hulk vs Hercules: When Titans Collide (amb el coautor Fred Van Lente i diversos, 2008)
  - Assault on New Olympus #1 (amb el coautor Fred Van Lente i Rodney Buchemi, 2009)
  - Thor & Hercules: Encyclopædia Mythologica (amb el coautors Fred Van Lente, Paul Cornell i Anthony Flamini, 2009)
  - Hercules: Fall of an Avenger #1-2 (amb el coautor Fred Van Lente i art de Ariel Olivetti, 2010)
  - Heroic Age: Prince of Power #1-4 (amb el coautor Fred Van Lente i art de Reilly Brown, 2010)
  - Chaos War #1-5 (amb el coautor Fred Van Lente i art de Khoi Pham, 2010–2011)
  - Herc #1-10, #6.1 (amb el coautor Fred Van Lente i art de Cliff Richards, 2011)
- War Machine #0-12 (amb Leonardo Manco, 2008-2009)
- Alpha Flight vol. 4 #0.1, 1-8 (amb el coautor Fred Van Lente i art de Dale Eaglesham, 2012)
- Silver Surfer vol. 6 #1-5 (amb diversos, 2011)
- Red Skull #1-5 (amb Mirko Colak, 2011)
- Agents of Atlas
  - War of the Realms: The New Agents of Atlas #1-4 (art de Gang Hyuk Lim, May - June 2019)[28]
  - Agents of Atlas vol. 3 #1-5 (amb Jeff Parker, art by Gang Hyuk Lim and Carlo Pagulayan, August - December 2019)[29]
  - Atlantis Attacks #1-5 (2020)
  - Aero #1-12 (amb el coautorr Zhou Liefen, art by Keng, 2019-2020)
  - Sword Master #1-12 (amb el coautor Shuizhu, art by Gunji 2019-2020)

### DC Comics
- Batman/Superman #1-9, 11–27, Annual #1-2 (amb Jae Lee i diversos, 2013-December 2015)
- Action Comics #23.2, 25–50 (amb Aaron Kuder, November 2013-March 2016)
- Secret Origins un segment a #1 (amb Lee Weeks, 2014)
- Teen Titans #17–19 (amb Ian Churchill, February 2016–April 2016)

### Altrse publicacionss
- Boom Studios:
  - Mech Cadet Yu (2017)
  - Firefly (2018-)
- Dynamite Entertainment:
  - Battlestar Galactica #0-12 (amb Nigel Raynor, 2006–2007)
  - Turok: Dinosaur Hunter #1-12 (amb diversos artists, 2014-2015)
  - John Wick #1-5 (with Giovanni Valletta and Matt Gaudio, 2017-2019)[30]

James Bond 2018-
- Kickstarter:
  - Code Monkey Save World #1(amb Takeshi Miyazawa 2013)
  - Princess Who Saved Herself! (amb Takeshi Miyazawa 2015)
- Valiant Comics:
  - Eternal Warrior #1-8(amb Trevor Hairsine and Robert Gill, 2013–2014)